# Maurizio Biondo
Maurizio Biondo (Vimercate, 15 de maio de 1981) é um ciclista profissional italiano. 
Estreou como profissional em 2006, da mão da equipa Endeka (da Sérvia e Montenegro). a 12 de agosto de 2009 deu positivo por EPO CERA num controle antidopagem. Foi suspenso dois anos pelo CONI.

## Palmarés
| 2002 (como amador) - 1 etapa do Tour de Berlim 2005 (como amador) - Troféu Zssdi 2006 (como amador) - Troféu Edil C 2007 - Volta a Navarra, mais 1 etapa | 2008 - Volta ao Distrito de Santarém, mais 1 etapa - 3.º no Campeonato da Itália Contrarrelógio 2009 - Tour de Drenthe - 1 etapa da Volta à Dinamarca - 3.º no Campeonato da Itália Contrarrelógio |

## Equipas
- Endeka (2006)[3]
- Kio Ene-Tonazzi-DMT (2007)
- Flaminia-Bossini Docce (2008)
- Ceramica Flaminia–Bossini (2009)
- Meridiana - Kamen Team (2012)